# Фараджева, Марал Самед кызы
Марал Самед кызы Фараджева (азерб. Maral Səməd qızı Fərəcova; 1915, Джеватский уезд — ?) — советский азербайджанский хлопковод, Герой Социалистического Труда (1948). Мастер хлопка Азербайджанской ССР (1953).

## Биография
Родилась в 1915 году в селе Дуньямалылар Джеватского уезда Бакинской губернии (ныне — в Бейлаганском районе Азербайджана).
В 1934—1970 годах — колхозница, звеньевая колхоза имени Герая Асадова Ждановского района Азербайджана. В 1947 году получила урожай египетского хлопка 63,6 центнеров с гектара на площади 3 гектара.
Указом Президиума Верховного Совета СССР от 10 марта 1948 года за получение в 1947 году высоких урожаев хлопка Фараджевой Марал Самед кызы присвоено звание Героя Социалистического Труда с вручением ордена Ленина и золотой медали «Серп и Молот».
Активно участвовала в общественной жизни Азербайджана. Член КПСС с 1944 года.
С 1970 года — пенсионер союзного значения.